# Mark Etz
Mark Etz (* 30. Dezember 1980 in Mannheim) ist ein ehemaliger deutscher Eishockeyspieler, der unter anderem für die Adler Mannheim, Schwenninger Wild Wings, Frankfurt Lions und Iserlohn Roosters in der Deutschen Eishockey Liga (DEL) spielte. Mit Mannheim und Frankfurt wurde er jeweils einmal Deutscher Meister.

## Karriere
Mark Etz stand in der Saison 1998/99 zum ersten Mal als Profi für die Adler Mannheim, bei dessen Stammverein er als Siebenjähriger schon das Eishockeyspielen begonnen hat, auf dem Eis. In der Spielzeit 1999/2000 spielte er für die Jungadler Mannheim in der Oberliga Nord. Nach seinem Abitur stand dann aber wieder die Eishockeykarriere im Mittelpunkt und er wurde in der Saison 2000/01 in die Profi-Mannschaft berufen, die 2001 die Deutsche Meisterschaft feierte.
Um mehr Spielpraxis zu bekommen, heuerte er zum Spieljahr 2001/02 bei den Schwenninger Wild Wings an, mit denen er am Ende der Saison 2002/03 aus der DEL abstieg. Daraufhin wechselte er schließlich zu den Frankfurt Lions, gegen die Schwenningen in den Vorjahres-Play-downs zwar gewann, aber aus finanziellen Gründen dennoch den Gang in die zweite Liga antreten musste. Obwohl er im Frühjahr 2004 mit den Lions Deutscher Meister wurde, entschied er sich, den Verein erneut zu wechseln, da er mit seiner Rolle in der vierten Reihe nicht zufrieden war.
Die Iserlohn Roosters sicherten sich seine Dienste für die Saison 2004/05 und ein Jahr später auch für die Spielzeit 2005/06, die er nach nur sieben Spielen aber schon wieder beendete, weil er mit dem persönlichen Saisonverlauf unzufrieden war und ein Zahnmedizin-Studium in Heidelberg beginnen konnte.

## Erfolge und Auszeichnungen
- 2001 Deutscher Meister mit den Adler Mannheim
- 2004 Deutscher Meister mit den Frankfurt Lions

## Karrierestatistik
(Legende zur Spielerstatistik: Sp oder GP = absolvierte Spiele; T oder G = erzielte Tore; V oder A = erzielte Assists; Pkt oder Pts = erzielte Scorerpunkte; SM oder PIM = erhaltene Strafminuten; +/− = Plus/Minus-Bilanz; PP = erzielte Überzahltore; SH = erzielte Unterzahltore; GW = erzielte Siegtore; 1 Play-downs/Relegation; Kursiv: Statistik nicht vollständig)

## Familie
Sein Vater Jörg Etz war ebenfalls professioneller Eishockeyspieler, der seine gesamte Laufbahn beim Mannheimer ERC verbrachte und dort 1980 Deutscher Meister wurde. Auch sein jüngerer Bruder Eike Etz spielte eine Saison lang auf Profi-Niveau Eishockey. Ab 2005 gingen beide gemeinsam für den Mannheimer ERC in der Baden-Württemberg-Liga aufs Eis.